# Новий Бурлук
Но́вий Бурлук — село в Україні, у Печенізькій селищній громаді Чугуївського району Харківської області. Населення становить приблизно 500
осіб. До 2020 орган місцевого самоврядування — Новобурлуцька сільська рада.

## Географія
Село Новий Бурлук знаходиться на березі річки Сухий Бурлук, вище за течією на відстані 3 км розташоване село Лозове , нижче за течією на відстані 3 км розташоване село Приморське. На північному сході від села бере початок річка Величків Яр яка впадає на південно-західній околиці села в річку Сухий Бурлук.
Недалеко від села знаходиться Ново-Бурлуцьке водосховище.

## Історія
Село засноване в 1695 році.
За даними на 1864 рік у казеній слободі, центрі Новобурлуцької волості Вовчанського повіту, мешкало 2575 осіб (1370 чоловічої статі та 1205 — жіночої), налічувалось 458 дворових господарств.
Станом на 1914 рік кількість мешканців села зросла до 8914 осіб.
12 червня 2020 року, відповідно до Розпорядження Кабінету Міністрів України  № 725-р «Про визначення адміністративних центрів та затвердження територій територіальних громад Харківської області», увійшло до складу Печенізької селищної громади.
19 липня 2020 року, в результаті адміністративно-територіальної реформи та ліквідації колишнього Печенізького району, увійшло до складу новоутвореного Чугуївського району Харківської області.

## Економіка
- Фермерське господарство «Гай»
- Приватне сільськогосподарське підприємство «Шанс».

## Об'єкти соціальної сфери
- Дитячий садок.
- Клуб.
- Школа.

## Пам'ятки
- 18 курганів (ІІІ тис. до н. Е.. - І тис. н. е.)
- Братська могила радянських воїнів. Поховано 148 воїнів.

## Відомі люди
- На початку XVIII століття в селі Новий Бурлук у місцевого поміщика навчав дітей Григорій Сковорода.
- Радківський Сергій Миколайович (21 травня 1985 - 27 вересня 2022)—український військовослужбовець, учасник російсько-української війни.[5]